# أرامبورغيانيا
الأرامبورغيانيا (بالإنجليزية: Arambourgiania) هو جنس منقرض من التيروصور الأزداركتي من أواخر العصر الطباشيري (مرحلة الماسترخي) في الأردن، وربما في الولايات المتحدة. كانت الأرامبورغيانيا من بين أكبر أفراد عائلتها، الأزداركتيات، وهي أيضًا واحدة من أكبر الحيوانات الطائرة المعروفة على الإطلاق. الزند الأيسر غير المكتمل لـ"سيدي شنان الأزداركتي" من المغرب ربما كان ينتمي أيضًا إلى الأرامبورغيانيا.